# Finol Finkol
Finol Finkol är ett berg i Mikronesiska federationen.   Det ligger i kommunen Utwe Municipality och delstaten Kosrae, i den östra delen av landet, 600 km öster om huvudstaden Palikir. Toppen på Finol Finkol är 633 meter över havet. Finol Finkol ligger på ön Kosrae.
Terrängen runt Finol Finkol är huvudsakligen kuperad, men åt nordost är den platt. Havet är nära Finol Finkol österut. Finol Finkol är den högsta punkten i trakten. Närmaste större samhälle är Tofol, 2,4 km nordost om Finol Finkol. 